# Conservatoire à rayonnement régional de Strasbourg
 (août 2025).
Le conservatoire à rayonnement régional de Strasbourg est un conservatoire à rayonnement régional, établissement d'enseignement artistique agréé et contrôlé par l'État (Direction générale de la Création artistique du ministère de la Culture et de la Communication), représenté par la direction régionale des Affaires culturelles (DRAC). Il propose trois spécialités, musique, chorégraphie et art dramatique. Il est situé à Strasbourg (Bas-Rhin, France). Il accueille dans ses locaux l'Académie supérieure de musique regroupée depuis le 1er janvier 2011 avec l'École supérieure d'art de Mulhouse et l'École supérieure des arts décoratifs de Strasbourg au sein de la Haute école des arts du Rhin. Aujourd'hui, il est classé comme l'un des meilleurs conservatoires à rayonnement régional de France.

## Histoire

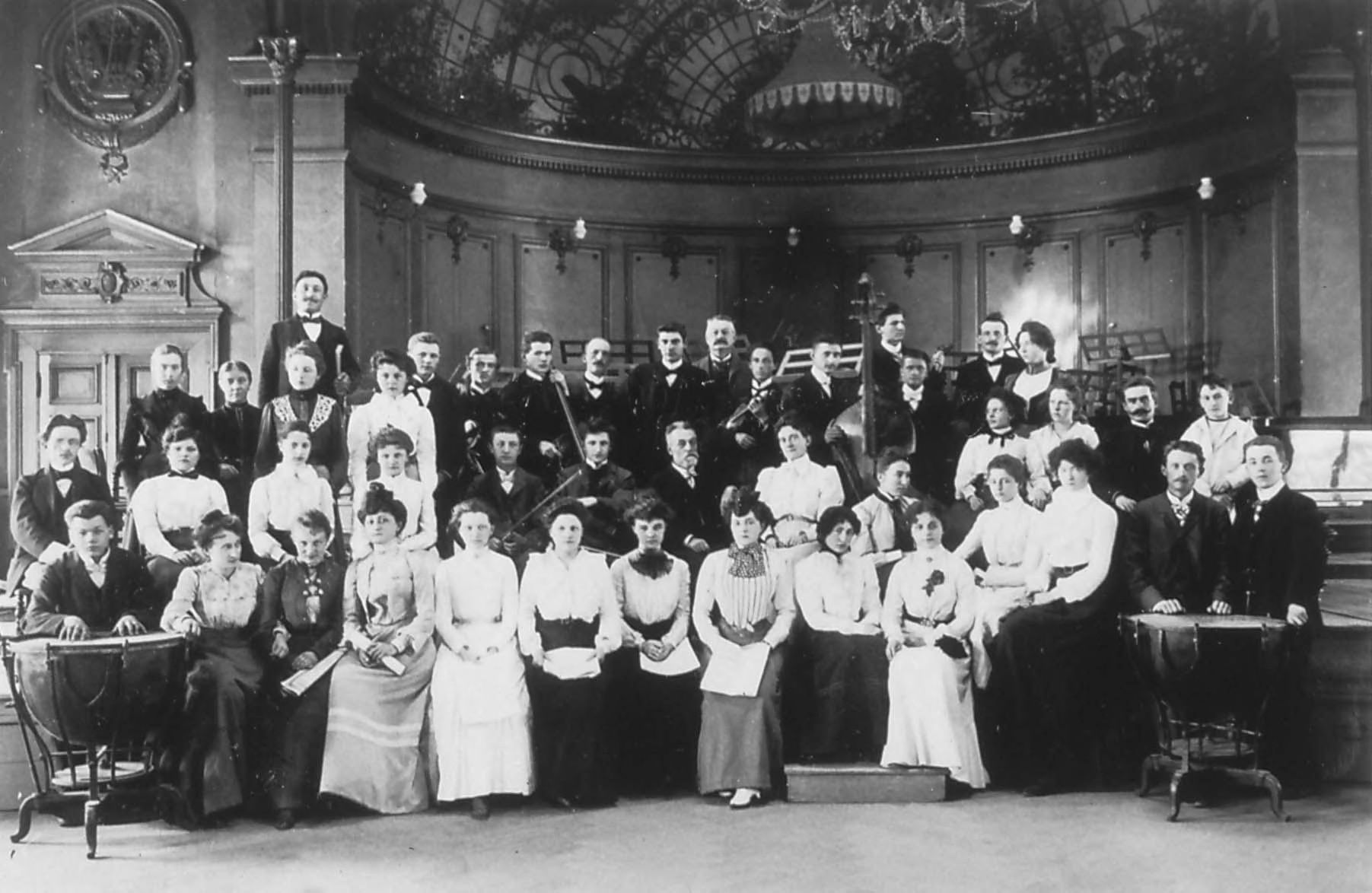
Franz Stockhausen entouré d'un groupe de professeurs et d'élèves du Conservatoire (salle de l'Aubette).

La création du conservatoire est officiellement datée du 3 janvier 1855 par la ville de Strasbourg, à la suite de la donation en 1839 d'un amateur d'art, l'avocat Louis Apffel.
C'est en effet ce lègue de Apffel d'un montant assez considérable (plus de 400 000 francs de l’époque) qui permit à la municipalité de mettre sur pied un conservatoire dont émanera également un orchestre. Tous deux viendront par la suite donner un nouvel essor au théâtre lyrique dans la capitale alsacienne occupée après 1870. Quant à la municipalité, elle organisa le cadre nécessaire pour donner à l'établissement les moyens de fonctionner, et aussi, de lui assurer le financement complémentaire nécessaire. La subvention de la ville deviendra progressivement majoritaire ; en 1934 elle représente 80 % du budget total contre 2,1 % pour les revenus issus de la dotation Apffel (le reste provient des frais d'inscription des élèves).
Dès sa création, le conservatoire joue un rôle considérable dans la vie musicale locale. Il assure en effet les concerts en abonnement donnés par l'Orchestre constitué des professeurs. En 1875, cet ensemble devient permanent, avec une gestion en régie, le directeur du conservatoire assurant toujours la direction conjointe des deux institutions.
En 1919, après le retour à la France de l'Alsace-Lorraine, le gouvernement concède à la ville l'ancien Landtag (palais du Parlement régional) place de la République, construit sous l'annexion allemande. Il sera affecté l'année suivante au conservatoire, sur la demande pressante de son nouveau directeur Guy Ropartz, qui refuse de s'installer dans l'ancien Palais impérial (actuel Palais du Rhin), qu'il qualifie de « triste bâtisse ».
Par la suite, c’est encore du pouvoir central français que viendra le changement lorsque, en 1969, sous l'égide de Marcel Landowski, la direction de la Musique et de la Danse, propose à la municipalité de Strasbourg d'entrer dans le nouveau cadre national des établissements d’enseignement musical à vocation régionale soutenus par le ministère de la Culture. Le changement qui fait désormais du conservatoire municipal un conservatoire national de région (CNR) ne se résume pas qu'à une question d'appellation. Il se traduit par de nouvelles normes pour les cursus, les diplômes et les statuts des personnels enseignants  et administratifs. Ceux-ci doivent passer les concours nationaux (CA) de professeurs et de directeurs, mis en place par le ministère de la Culture. À la création de la fonction publique territoriale en 1986, les statuts évoluent et les nouveaux règlements des filières obligent à présent les enseignants et directeurs à passer un concours d'État organisé par le Centre national de la fonction publique territoriale (CNFPT).
Enfin, l'établissement est sous le contrôle pédagogique de l'inspection de la musique du ministère de la Culture.
Financièrement, le CNR obtient également avec ce changement de statut une subvention ministérielle devant couvrir environ 10 % de son budget de fonctionnement. Les nouvelles dispositions et les développements voulus dans les années 1970 par la municipalité et le directeur de l'époque Louis Martin, notamment une augmentation substantielle du nombre d'élèves et le recrutement de musiciens réputés, se traduisirent par un doublement du budget du CNR entre 1970 et 1978.

### Les lieux successifs d'installation du conservatoire

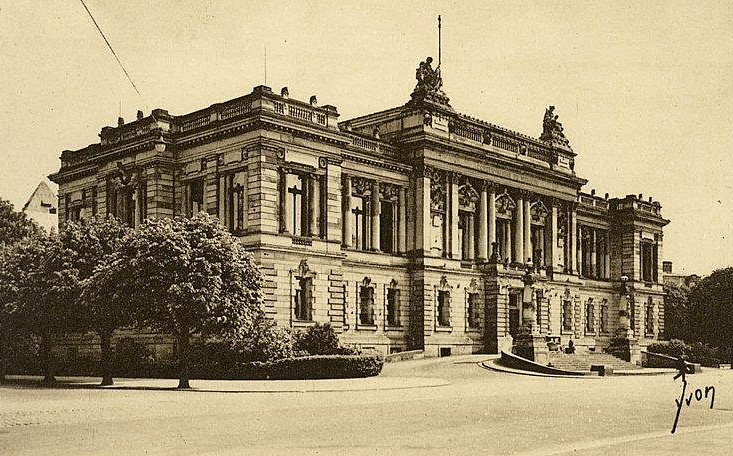
Le Conservatoire dans l'ancien palais du Parlement régional (1920).

Le conservatoire de Strasbourg a d'abord été installé à l’Aubette, puis en 1920 dans l’ancien palais du Parlement régional. La question du lieu devint progressivement problématique. Après l'avoir occupé seul jusqu'en 1947 (il fut doté d'une salle de concert de 400 places avec un orgue Cavaillé-Coll-Mutin), il dut partager le bâtiment avec le Théâtre national de Strasbourg (TNS), ce qui nécessita de trouver, à la fin des années 1960, des locaux annexes à proximité pour faire face à l'augmentation des effectifs.
En 1995, le CNR quittait définitivement le bâtiment que l'État affecta alors totalement au TNS et à son école de formation. La ville aménagea une friche industrielle (La Laiterie) qu'elle affecta à l'établissement d'enseignement spécialisé, dans l'attente de la construction d'une Cité de la musique et de la danse. Celle-ci fut inaugurée en 2006 et comporte un auditorium de 500 places, une salle de 200 places ainsi qu'une bibliothèque musicale.

### Directeurs successifs
- Hans Pfitzner : 1905 à 1919
- Guy Ropartz : 1919 à 1929
- Fritz Münch : 1929 à 1961
- Louis Martin : 1961 à 1973
- Jean-Sébastien Béreau : 1973 à 1983
- Jean-Paul Baumgartner : 1983 à 1990
- Marie-Claude Ségard : 1990 à 2012
- Vincent Dubois : 2012 à 2023
- Alexandre Jung : depuis 2023

## Le CRR aujourd’hui
Le CRR de Strasbourg compte environ 1 850 élèves (2020-2021), répartis en 14 départements, 185 enseignants dont une partie occupe à mi-temps les postes de chefs de pupitres à l'Orchestre philharmonique de Strasbourg ou joue dans des ensembles comme Les Percussions de Strasbourg,Opéra national du Rhin, Accroche Notes et le Parlement de Musique.
En outre, entre 1992 et 2007 en partenariat avec le festival Musica il accueille des compositeurs en résidence.

### Diplômes délivrés
Le conservatoire décerne un certificat d'études musicales et un certificat d'études chorégraphiques, ainsi qu'un Diplôme d'études musicales, diplôme d'études chorégraphiques, diplôme d'études théâtrales.

### Enseignement
Dans le domaine musical, le conservatoire délivre un enseignement concernant les cordes (violon, alto, violoncelle, contrebasse), les bois (flûte traversière, hautbois, basson, saxophone, clarinette), les cuivres (cor, trompette, trombone, tuba, euphonium) ainsi que les instruments polyphoniques (piano, accordéon, guitare, harpe, orgue, percussions). De plus, des spécialisations dans les instruments ont proposés (clarinette basse, hautbois d'amour, cor anglais...). Des classes de chant, d’écriture et de composition musicales, ainsi que de musiques anciennes et improvisées sont également proposées.
Les danses classique, contemporaine font partie de l’offre chorégraphique du conservatoire ainsi qu’un cursus d’art dramatique .

### Partenariats
Le conservatoire, en partenariat avec l’Éducation nationale, s’inscrit dans un cycle de classes à horaires aménagés. Les écoles primaires Saint-Jean, Sainte-Madeleine, Gustave-Doré et du Neufeld  (musique), Louvois (danse), les collèges Pasteur et Foch (musique et danse) et le lycée Marie Curie participent à ce programme,,.

## L'Académie supérieure de musique de Strasbourg
Depuis le 1er janvier 2011 les cycles supérieurs conduisant au DNSPM, au DE et au DUMI et au master professionnel Composition et interprétation musicale sont assurés par l'Académie supérieure de musique de Strasbourg intégrée à la Haute école des arts du Rhin en partenariat avec l'Université de Strasbourg.

## Liste de professeurs et anciens professeurs
- Jean Batigne
- Thomas Bloch
- Marcelle Bunlet
- Hélène Boschi
- Laurent Cabasso
- Jesús Castro Balbi
- Michel Chapuis
- Roger Delage
- Denis Dercourt
- Jonathan Dunford
- Marie-Joseph Erb
- Andrée Esposito
- Gérard Frémy
- Vincent Freppel
- Luigi Gaggero
- Kenneth Gilbert
- Sebastien Giot
- Alphonse Hasselmans
- Francis Jacob
- Hervé Jamet
- Jean-Jacques Kantorow
- Lidia Książkiewicz
- Philippe Manoury
- Dominique Merlet
- Nicolas Moutier
- Charles Munch
- Christine Ott
- Ignacy Paderewski
- Alain Pâris
- Renée Pietrafesa Bonnet
- Pascal Reber
- Blanche Selva
- Claudia Solal
- Franz Stockhausen
- Johann Vexo
- Pierre Vidal
- Fabien Waksman
- Vincent Warnier
- Jean-Jacques Werner
- Aline Zylberajch

## Liste des compositeurs en résidence
En partenariat avec le festival Musica
- Klaus Huber (1992),
- Michèle Reverdy (1993),
- Ahmed Essyad (1994),
- Ivan Fedele (1996),
- Georges Aperghis (1997 et 1998),
- Luis de Pablo et Ramon Lazkano (1999),
- Pascal Dusapin (2000),
- Thierry de Mey (2001 et 2002),
- Yan Maresz (2003 et 2004),
- Kaija Saariaho (2005),
- Rodolphe Burger (2006 et 2007).
- Philippe Manoury (2013-2016)

## Liste des anciens élèves du conservatoire
- Jean-Charles Ablitzer
- Piotr Anderszewski
- Jules Bentz
- Christophe Bertrand
- Thomas Bloch
- Alphonse Boog
- Xavier Boulanger
- Ernest Bour
- Nathalie Boutefeu
- Jean-Claude Brialy
- Yvan Burger
- Jean-Paul Celea
- Jean-François Charles
- Régis Chenut
- Jean-Luc Étienne
- Jonathan Fournel
- Patrick Fournillier
- Vincent Freppel
- Louis Gava
- Suzanne Giraud
- Louis Langrée
- Pauline Laulhe
- Geneviève Laurenceau
- Denis Laustriat
- Jules Loeb
- Jacques Lorcey
- Christian Lorentz
- Julius Manigold
- Sonia Mankaï
- Thierry Mechler
- Pierre Moerlen
- Germain Muller
- Clara Olivares
- Vincent Warnier
- Jean-Jacques Werner